# 태사자
태사자(太史慈, 166년 ~ 206년)는 중국 후한 말의 무장으로, 자는 자의(子義)이며 청주 동래군 황현(黃縣, 지금의 옌타이시 룽커우시) 사람이다.

## 생애
젊어서는 학문을 좋아했다고 한다.
186년 당시 동래군의 군주조사를 지냈으나, 동래군과 청주 사이에 틈이 생기자 수작을 부려 주가 불리한 처분을 받게 했다. 이 일로 명성을 얻었으나 화를 얻을 것을 두려워해 요동으로 달아났다.
북해상 공융(孔融)은 태사자의 명성을 듣고 그 어머니를 잘 보살폈다.
초평 4년 [193년], 공융이 황건적과 싸우러 도창에서 둔치고 있다가 적장 관해에게 포위되자, 마침 요동에서 돌아온 태사자는 어머니의 권유를 받아 밤을 틈타 홀로 공융 밑으로 달려갔다. 태사자는 유비(劉備)에게 구원을 요청하는 사자를 보내려고 했지만 공융의 성은 엄중하게 포위되고 말았다. 그래서 그는 성에서 나와 활 연습을 하고 다시 성으로 들어가는 기묘한 행동을 반복해 적을 방심시킨 뒤 3일째 되는 날에 포위망을 뚫을 수 있었다. 태사자가 유비에게 요청해서 정병 3천 명을 얻고 공융을 구하러 가자 관해는 포위를 풀고 도망쳤다.
그 후인 194년, 같은 동래군 사람인 양주자사 유요(劉繇)에게 의지하지만, 유요가 허소(許劭)의 말을 들어 태사자를 중용하지 않아 정찰 역할밖에 하지 못했다. 손책(孫策)의 군대를 정탐하다가 손책과 우연히 마주쳐 단기필마로 격렬하게 싸우게 되었다. 서로 월등히 뛰어난 무장인지라 좀처럼 승부가 가려지지 않았는데, 태사자는 투구를, 손책은 단극을 각각 빼앗았다.
197년, 유요가 손책에게 패배한 후에도 태사자는 이민족을 이끌고 저항을 계속하지만 마침내 붙잡혀 포박되고 만다. 손책이 태사자의 포승을 풀어주고 협력을 구하자 태사자는 뿔뿔이 흩어진 유요의 병사들을 모아서 돌아오겠다고 말하고 손책은 그것을 허락했다. 손책의 가신들은 모두들 태사자가 거짓말을 해 도망가는 것이라며 만류했지만 손책은 태사자를 끝까지 믿었고, 태사자 또한 약속 날짜까지 군사들을 이끌고 되돌아왔다.
이후 유반이 수차례에 걸쳐 애, 서안 일대를 침략하자, 손권은 해혼과 건창 일대의 몇 현을 나누어 건창도위를 새로 만들고 태사자에게 맡겨 해혼 일대를 다스리며 장수들을 감독하여 유반을 저지하도록 했고, 이후 유반은 쳐들어오지 않았다.
206년, 남쪽에서 반란이 일어나자 이를 토벌하러 갔다가 풍토병에 걸려 죽었다.
아들 태사향도 오나라의 신하로 살았다.

## 특징
키가 7척 7촌에 수염이 아름다웠고 원숭이같이 긴 팔로 활을 잘 쏘아 백발백중이었다. 조조도 그 명성을 듣고는 당귀를 선물로 보낼 정도였다.

## 삼국지 연의
사서가 아닌 소설 《삼국지연의》에서는 관해로부터 공융을 구출하기 위해 유비는 관우, 장비, 태사자를 부하로 삼아 북해로 쳐들어가 황건적을 공격하여 공융을 구출한다. 그 후 유요의 수하로 들어가서 손책과 겨루고 이번에는 손책을 섬긴다. 적벽대전에 주유의 호위무장으로 참전하고 합비 전투에서 장료에게 계략을 간파당하여 중상을 입고 이로 인해 죽는 것으로 처리하였다.

## 같이 보기
- 삼국지 인물 목록